# Pink Triangle Park and Memorial

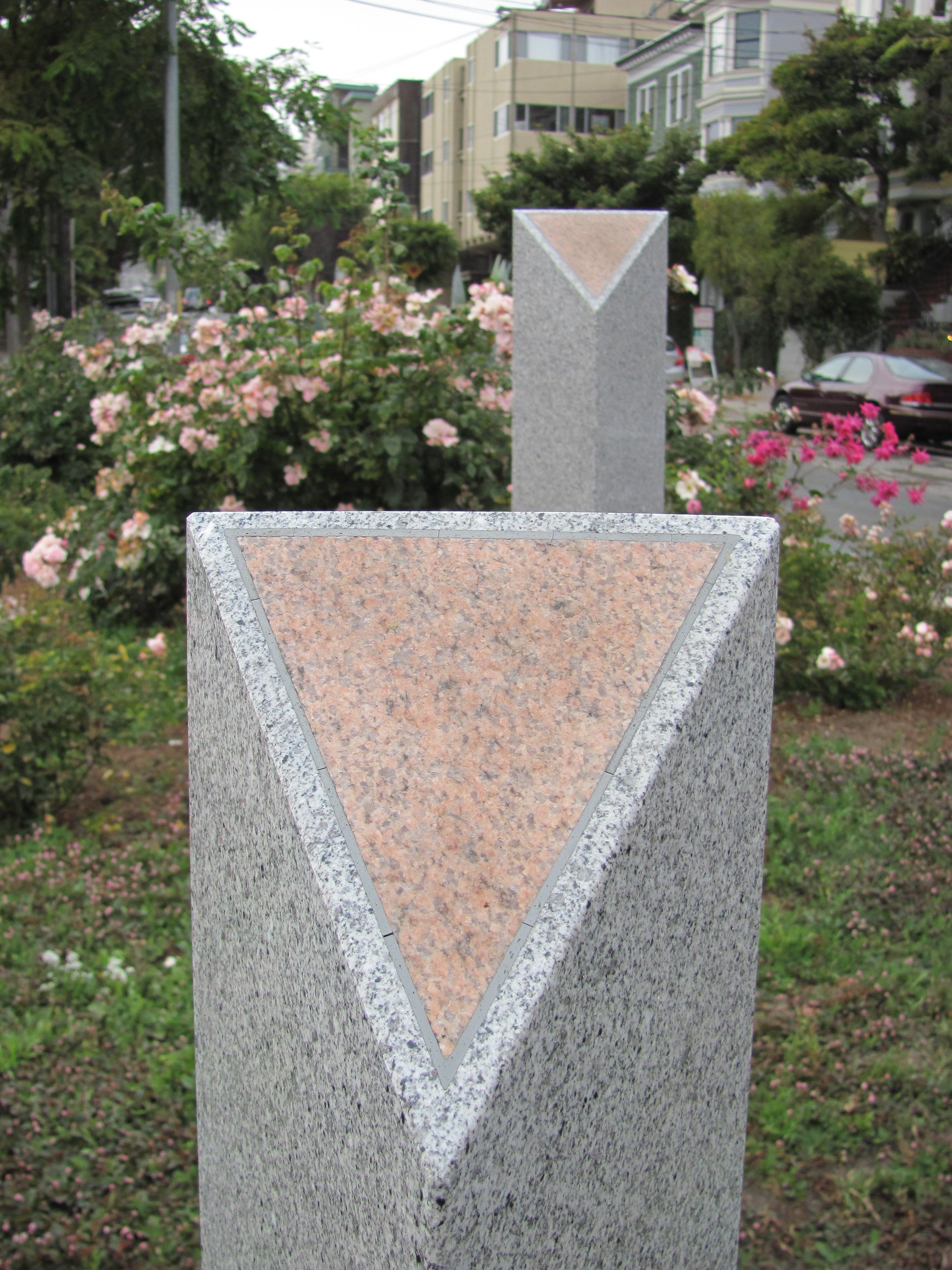
Stelenkopf

Der Pink Triangle Park and Memorial im Lesben- und Schwulenviertel The Castro in San Francisco ist eine Gedenkstätte für die durch die Nationalsozialisten ermordeten Homosexuellen.

## Geografische Lage
Die Gedenkstätte liegt in einem kleinen dreieckigen Park, der zwischen der Market Street und der von ihr spitzwinklig abzweigenden 17th Street liegt.

## Gedenkstätte
Die Gedenkstätte besteht aus 15, im Querschnitt dreieckigen, grauen Granit-Stelen. Deren oberes Ende ist schräg abgeflacht und dort jeweils ein Dreieck aus rosa Granit eingelegt. Die gestaltenden Künstler, Robert Bruce und Susan Martin, gingen von 15.000 Getöteten aus und errichteten so eine Stele für je 1.000 Ermordete. Weiter erinnert die Gedenkstätte nicht nur an die ermordeten Schwulen, sondern alle LGBT-Menschen, die durch die Nationalsozialisten umgebracht wurden. Die 15 Stelen stehen – zu einem Dreieck gruppiert – vor einer weiteren dreieckigen Fläche auf dem Boden der Anlage, die mit Schotter aus rosa Quarz bedeckt ist. Das Motiv des rosa Dreiecks erinnert an den Rosa Winkel, mit dem schwule KZ-Häftlinge gekennzeichnet wurden. Weiter gehört zu der Gedenkstätte eine Erläuterungs-Tafel. Stelen und Schotterfläche weisen zur benachbarten Harvey Milk Plaza hin.

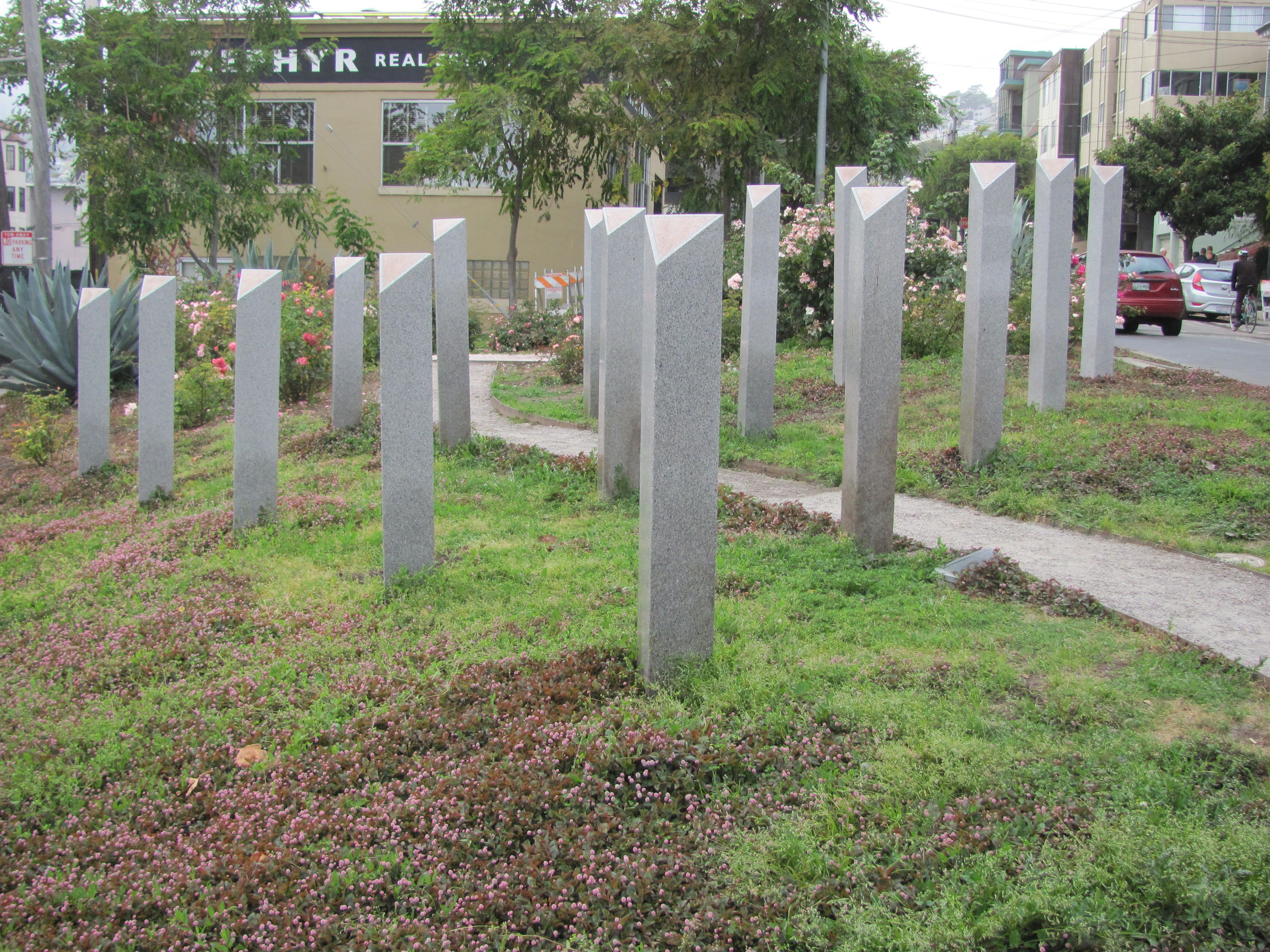
Stelenwald

Grundriss

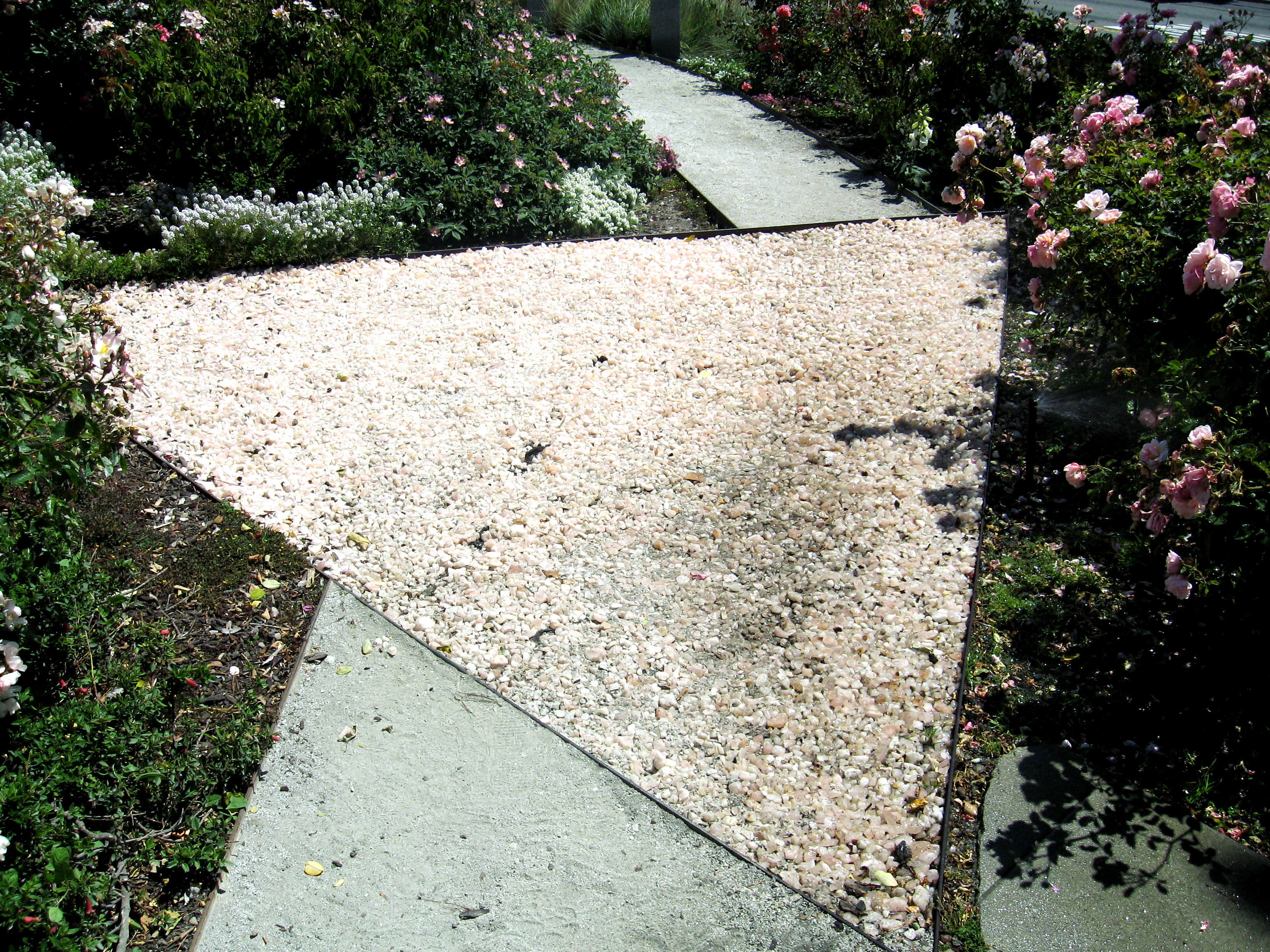
Mit rosa Quarz geschotterte Fläche

Die Gedenkstätte wurde am 10. Dezember 2001, dem Tag der Menschenrechte, eingeweiht.

## Bedeutung
Die Gedenkstätte war die erste ihrer Art in den Vereinigten Staaten, die den durch die Nationalsozialisten ermordeten Schwulen gewidmet war.